# Orejo
Orejo és una localitat del municipi de Marina de Cudeyo (Cantàbria, Espanya). L'any 2008, Orejo tenia 347 habitants.
La localitat està situada a 1,3 km de la capital municipal, Rubayo, i a 47 metres d'altitud sobre el nivell del mar.
Els barris que componen la localitat són: Balabarca, Barreda, El Centro, El Ferial, El Puente, El Rongal, La Capilla, La Estación, La Muela, La Sota, La Teja, La Tejera, Las Cavadas, Las Marismas, Monedo, Madriro, Ruifriego, Pardillo, Tijero i Quintana.